# Rosalka
Rosalka é uma telenovela filipina produzida e exibida pela ABS-CBN, cuja transmissão ocorreu em 2010.

## Elenco
- Empress Schuck[5][6][7] - Rosa Dimaano/Sophia
- Felix Roco[8][9] - Jason Sta. Maria
- Matt Evans[10] - Aries Abad
- Max Collins[11] - Veronica Dominguez
- Mickey Ferriols - Cecille Dimaano
- Nikki Bacolod - Shane Balbas
- Kier Legaspi - Jhun Dimaano
- Dominic Ochoa - Wilfred Dominguez (main-villain)
- Bernard Palanca - Ramon Sta. Maria
- Maricar de Mesa[12] - Cynthia Dominguez
- Pretty Trisha - Tita Didi / Diana
- DJ Durano - Teddy (main-villain)
- Mila del Sol[13] - Donya Carmen Sta. Maria